# Parma Calcio 1913 2023-2024 (femminile)
Questa voce raccoglie le informazioni riguardanti la sezione femminile del Parma Calcio 1913 nelle competizioni ufficiali della stagione 2023-2024.

## Divise e sponsor
Il fornitore tecnico per la stagione 2023-2024 è Puma.
Gli sponsor di maglia sono i seguenti:
- Colser, il cui marchio appare al centro delle divise.
- Fidenza Village, sulla parte destra del petto.
- OPEM,[1] sulla manica sinistra
- Lavoropiù,[1] il cui marchio appare sul retro sotto il numero di maglia.
- ITCompany,[2] il cui brand inX.aero appare sui pantaloncini.

| Casa | Trasferta | Terza divisa |

## Rosa
| N. |                        | Ruolo | Calciatrice               |
| -- | ---------------------- | ----- | ------------------------- |
| 1  | Italia (bandiera)      | P     | Alessia Capelletti        |
| 4  | Italia (bandiera)      | D     | Margherita Brscic         |
| 5  | Italia (bandiera)      | C     | Laura Peruzzo             |
| 6  | Italia (bandiera)      | D     | Carlotta Masu             |
| 7  | Stati Uniti (bandiera) | D     | Antoinette Jewel Williams |
| 8  | Italia (bandiera)      | C     | Matilde Fuganti           |
| 8  | Italia (bandiera)      | C     | Azzurra Corazzi           |
| 9  | Francia (bandiera)     | A     | Kelly Gago                |
| 11 | Grecia (bandiera)      | A     | Anastasia Spyridonidou    |
| 12 | Italia (bandiera)      | P     | Gloria Ciccioli           |
| 14 | Italia (bandiera)      | D     | Melissa Nozzi             |
| 16 | Italia (bandiera)      | D     | Federica Rizza            |
| 17 | Italia (bandiera)      | D     | Laura Perin               |
| 18 | Italia (bandiera)      | C     | Ludovica Silvioni         |
| 19 | Italia (bandiera)      | C     | Elena Nichele             |
| 21 | Italia (bandiera)      | P     | Rebecca Tinti             |
| 22 | Germania (bandiera)    | C     | Vivien Beil               |

| N. |                     | Ruolo | Calciatrice                 |
| -- | ------------------- | ----- | --------------------------- |
| 23 | Italia (bandiera)   | C     | Aurora Pantano              |
| 24 | Italia (bandiera)   | D     | Caterina Fracaros           |
| 25 | Italia (bandiera)   | D     | Caterina Ambrosi (capitano) |
| 26 | Italia (bandiera)   | C     | Maria Gueguen               |
| 27 | Italia (bandiera)   | A     | Gaia Distefano              |
| 29 | Ungheria (bandiera) | C     | Szandra Ploner              |
| 31 | Italia (bandiera)   | A     | Caterina Ferin              |
| 33 | Grecia (bandiera)   | A     | Sofia Kongoulī              |
| 44 | Italia (bandiera)   | A     | Giorgia Miotto              |
| 35 | Italia (bandiera)   | D     | Viviana Aversa              |
| 45 | Italia (bandiera)   | A     | Alessia Marchetti           |
| 46 | Italia (bandiera)   | C     | Veronica Benedetti          |
| 55 | Italia (bandiera)   | P     | Eveljn Frigotto             |
| 70 | Italia (bandiera)   | A     | Marta Sicuri                |
| 82 | Italia (bandiera)   | C     | Camilla Cini                |
| 86 | Italia (bandiera)   | A     | Chiara Micheli              |
| 91 | Italia (bandiera)   | A     | Greta Di Luzio              |

## Calciomercato

### Sessione estiva
| Acquisti | Acquisti               | Acquisti   | Acquisti         |
| R.       | Nome                   | da         | Modalità         |
| -------- | ---------------------- | ---------- | ---------------- |
| P        | Eveljn Frigotto        | Cesena     | svincolata       |
| D        | Caterina Ambrosi       | Cittadella | svincolata       |
| D        | Margherita Brscic      | Juventus   | rinnovo prestito |
| D        | Caterina Fracaros      | Inter      | prestito         |
| D        | Melissa Nozzi          | Napoli     | svincolata       |
| D        | Laura Perin            | Brescia    | svincolata       |
| D        | Laura Peruzzo          | Cittadella | svincolata       |
| D        | Federica Rizza         | Pomigliano | svincolata       |
| C        | Vivien Beil            | Como       | svincolata       |
| C        | Veronica Benedetti     | Cittadella | svincolata       |
| C        | Matilde Fuganti        | Trento CF  | svincolata       |
| C        | Elena Nichele          | Cittadella | svincolata       |
| C        | Aurora Pantano         | Como       | svincolata       |
| A        | Gaia Distefano         | Cesena     | svincolata       |
| A        | Caterina Ferin         | Cittadella | svincolata       |
| A        | Kelly Gago             | Sampdoria  | svincolata       |
| A        | Sofia Kongoulī         | Cittadella | svincolata       |
| A        | Giorgia Miotto         | Milan      | prestito         |
| A        | Anastasia Spyridonidou | Ternana    | svincolata       |

| Cessioni | Cessioni             | Cessioni              | Cessioni      |
| R.       | Nome                 | a                     | Modalità      |
| -------- | -------------------- | --------------------- | ------------- |
| D        | Danielle Cox         | Como                  | svincolata    |
| D        | Nora Heroum          | Sampdoria             | svincolata    |
| D        | Ana Jelenčić         | Servette Chênois      | svincolata    |
| D        | Giovana Maia         | Panathīnaïkos         | svincolata    |
| D        | Joana Marchão        | Servette Chênois      | svincolata    |
| D        | Ludovica Nicolini    | Brescia               | svincolata    |
| D        | Erika Santoro        | Sassuolo              | svincolata    |
| C        | Bianca Giulia Bardin | Cadore                | svincolata    |
| C        | Alice Benoît         | Sampdoria             | svincolata    |
| C        | Emma Errico          | Genoa                 | svincolata    |
| C        | Niamh Farrelly       | London City Lionesses | svincolata    |
| C        | Dalila Ippólito      | Pomigliano            | svincolata    |
| C        | Gemma Puntoni        | Ravenna               | svincolata    |
| C        | Liucija Vaitukaitytė | Como                  | svincolata    |
| A        | Arianna Acuti        | Genoa                 | svincolata    |
| A        | Nicole Arcangeli     | Juventus              | fine prestito |
| A        | Margrét Árnadóttir   | Þór/KA                | svincolata    |
| A        | Marija Banusic       | Napoli                | svincolata    |
| A        | Michela Cambiaghi    | Inter                 | svincolata    |
| A        | Mia Corbin           | Brisbane Roar         | svincolata    |
| A        | Paloma Lázaro        | Napoli                | svincolata    |
| A        | Melania Martinovic   | Como                  | svincolata    |
| A        | Valeria Pirone       | Ternana               | svincolata    |
| A        | Giulia Verrino       | Res Roma              | prestito      |

### Sessione invernale
| Acquisti | Acquisti        | Acquisti | Acquisti   |
| R.       | Nome            | da       | Modalità   |
| -------- | --------------- | -------- | ---------- |
| D        | Carlotta Masu   | Como     | prestito   |
| C        | Azzurra Corazzi | Arezzo   | definitivo |
| C        | Szandra Ploner  | Arezzo   | definitivo |
| A        | Greta Di Luzio  | Como     | prestito   |

| Cessioni | Cessioni               | Cessioni      | Cessioni      |
| R.       | Nome                   | a             | Modalità      |
| -------- | ---------------------- | ------------- | ------------- |
| D        | Marghertia Brscic      | Juventus      | fine prestito |
| C        | Matilde Fuganti        | Bologna       | prestito      |
| A        | Giorgia Miotto         | Milan         | fine prestito |
| A        | Anastasia Spyridonidou | Panathīnaïkos | definitivo    |

## Risultati

### Serie B

#### Girone d'andata
| Arbitro: | Vicardi (Lovere) |

|                        |           |             |
| Beil 45+1’ Ambrosi 52’ | Marcatori | 76’ D'Auria |

| Arbitro: | Rinaldi (Novi Ligure) |

|  |           |                                 |
|  | Marcatori | 69’ (rig.) Ambrosi 84’ Kongoulī |

| Arbitro: | Rodighiero (Vicenza) |

|                      |           |               |
| Magri 13’ Brayda 81’ | Marcatori | 57’ Benedetti |

| Arbitro: | Menozzi (Treviso) |

|                                                            |           |                             |
| Kongoulī 15’ Ambrosi 25’ Silvioni 90+2’ Spyridonidou 90+3’ | Marcatori | 22’ Duchnowska 26’ Clemente |

| Arbitro: | Nencioli (Prato) |

|                        |           |               |
| Giuliani 54’ Menin 60’ | Marcatori | 10’, 23’ Gago |

| Arbitro: | Masi (Pontedera) |

|                                                                                 |           |             |
| Gago 10’, 38’ Ambrosi 24’ Fracaros 36’ (rig.), 56’ Nichele 57’ Spyridonidou 75’ | Marcatori | 86’ Rognoni |

| Arbitro: | Scarano (Seregno) |

|                                                    |           |                          |
| Ferin 3’, 29’ Kongoulī 22’, 70’ Spyridonidou 90+1’ | Marcatori | 49’ (rig.), 73’ González |

| Arbitro: | Caruso (Viterbo) |

|  |           |              |
|  | Marcatori | 61’ Silvioni |

| Arbitro: | Collier (Gallarate) |

|                             |           |                    |
| Distefano 2’, 45’ Ferin 48’ | Marcatori | 78’ (rig.) Kustrin |

| Ravenna 10 dicembre 2023, ore 11:30 CET 10ª giornata | Ravenna                           | 0 – 3 (a tavolino) | Parma | Centro sportivo Massimo Soprani\| Arbitro: \| Traini (San Benedetto del Tronto) \| |
| Arbitro:                                             | Traini (San Benedetto del Tronto) |                    |       |                                                                                    |

| Arbitro: | Frazza (Schio) |

|                                           |           |  |
| Ambrosi 15’ Beil 40’ (rig.) Marchetti 55’ | Marcatori |  |

| Arbitro: | Cerea (Bergamo) |

|  |           |               |
|  | Marcatori | 53’, 68’ Gago |

| Arbitro: | Falleni (Livorno) |

|                                               |           |            |
| Di Luzio 3’ Ploner 50’ Gago 81’ Distefano 90’ | Marcatori | 23’ Codecà |

| Arbitro: | Santeramo (Monza) |

|  |           |                                    |
|  | Marcatori | 15’ Fracaros 61’ Di Luzio 89’ Gago |

| Arbitro: | Picardi (Viareggio) |

|  |           |            |
|  | Marcatori | 35’ Moraca |

#### Girone di ritorno
| Arbitro: | Grieco (Ascoli Piceno) |

|                         |           |                    |
| Jansen 1’, 8’ Sechi 24’ | Marcatori | 14’ (rig.) Ambrosi |

| Arbitro: | Vailati (Crema) |

|               |           |                            |
| Benedetti 11’ | Marcatori | 64’ Asta 81’ (rig.) Martin |

| Arbitro: | Terribile (Bassano del Grappa) |

|                                                                     |           |                |
| Distefano 7’ Gago 40’ Benedetti 42’ Larenza 54’ (aut.) Di Luzio 85’ | Marcatori | 57’ Stapelfedt |

| Arbitro: | D'Andria (Nocera Inferiore) |

|              |           |                            |
| Boldrini 45’ | Marcatori | 40’ Benedetti 54’ Di Luzio |

| Arbitro: | Faye (Brescia) |

|                            |           |  |
| Kongoulī 18’ Distefano 45’ | Marcatori |  |

| Arbitro: | Passarotti (Mantova) |

|  |           |              |
|  | Marcatori | 77’ Kongoulī |

| Arbitro: | Dorillo (Torino) |

|  |           |          |
|  | Marcatori | 59’ Gago |

| Arbitro: | Passarotti (Mantova) |

|                             |           |                      |
| Nichele 10’ Beil 90’ (rig.) | Marcatori | 75’ (rig.) Razzolini |

| Arbitro: | Frasynyak (Gallarate) |

|                    |           |                               |
| Kuštrin 19’ (rig.) | Marcatori | 6’, 51’ Distefano 22’ Ambrosi |

| Arbitro: | Gambirasio (Bergamo) |

|                      |           |  |
| Ambrosi 50’ Gago 53’ | Marcatori |  |

| Arbitro: | Selvatici (Rovigo) |

|  |           |                                                 |
|  | Marcatori | 55’ Ambrosi 65’ Distefano 89’ (aut.) Peressotti |

| Arbitro: | Marra (Mantova) |

|                            |           |            |
| Gago 31’, 34’ Kongoulī 78’ | Marcatori | 76’ Parodi |

| Arbitro: | Matteo (Sala Consilina) |

|  |           |                            |
|  | Marcatori | 5’ Gago 29’ Masu 34’ Ferin |

| Arbitro: | Pizzi (Bergamo) |

|  |           |            |
|  | Marcatori | 73’ Picchi |

| Arbitro: | Radovanovic (Maniago) |

|              |           |               |
| Proietti 14’ | Marcatori | 85’ Distefano |

### Coppa Italia
| Arbitro: | Casali (Crema) |

|                          |           |                                              |
| Gelmetti 24’ (rig.), 43’ | Marcatori | 60’, 90’ Spyridonidou 76’ Gago 82’ Distefano |

| Arbitro: | Migliorini (Verona) |

|  |           |                      |
|  | Marcatori | 90+1’ (rig.) Santoro |

## Statistiche

### Statistiche di squadra
| Competizione | Punti | In casa | In casa | In casa | In casa | In casa | In casa | In trasferta | In trasferta | In trasferta | In trasferta | In trasferta | In trasferta | Totale | Totale | Totale | Totale | Totale | Totale | DR  |
| Competizione | Punti | G       | V       | N       | P       | Gf      | Gs      | G            | V            | N            | P            | Gf           | Gs           | G      | V      | N      | P      | Gf     | Gs     | DR  |
| ------------ | ----- | ------- | ------- | ------- | ------- | ------- | ------- | ------------ | ------------ | ------------ | ------------ | ------------ | ------------ | ------ | ------ | ------ | ------ | ------ | ------ | --- |
| Serie B      | 71    | 15      | 12      | 0       | 3       | 43      | 15      | 15           | 11           | 2            | 2            | 29           | 10           | 30     | 23     | 2      | 5      | 72     | 25     | +47 |
| Coppa Italia | -     | 1       | 0       | 0       | 1       | 0       | 1       | 1            | 1            | 0            | 0            | 4            | 2            | 2      | 1      | 0      | 1      | 4      | 3      | +1  |
| Totale       | 71    | 16      | 12      | 0       | 4       | 43      | 16      | 16           | 12           | 2            | 2            | 33           | 12           | 32     | 24     | 2      | 6      | 76     | 28     | +48 |

### Andamento in campionato
| Giornata  | 1 | 2 | 3 | 4 | 5 | 6 | 7 | 8 | 9 | 10 | 11 | 12 | 13 | 14 | 15 | 16 | 17 | 18 | 19 | 20 | 21 | 22 | 23 | 24 | 25 | 26 | 27 | 28 | 29 | 30 |
| --------- | - | - | - | - | - | - | - | - | - | -- | -- | -- | -- | -- | -- | -- | -- | -- | -- | -- | -- | -- | -- | -- | -- | -- | -- | -- | -- | -- |
| Luogo     | C | T | T | C | T | C | C | T | C | T  | C  | T  | C  | T  | C  | T  | C  | C  | T  | C  | T  | T  | C  | T  | C  | T  | C  | T  | C  | T  |
| Risultato | V | V | P | V | N | V | V | V | V | V  | V  | V  | V  | V  | P  | P  | P  | V  | V  | V  | V  | V  | V  | V  | V  | V  | V  | V  | P  | N  |
| Posizione | 6 | 3 | 5 | 5 | 6 | 4 | 4 | 4 | 4 | 3  | 3  | 3  | 1  | 1  | 3  | 4  | 4  | 4  | 4  | 4  | 4  | 4  | 4  | 4  | 4  | 4  | 3  | 2  | 3  | 3  |

Legenda:

Luogo: C = Casa; T = Trasferta. Risultato: V = Vittoria; N = Pareggio; P = Sconfitta.

### Statistiche dei giocatori
Sono in corsivo le calciatrici che hanno lasciato la società a stagione in corso.
| Giocatore       | Serie B  | Serie B | Serie B     | Serie B    | Coppa Italia | Coppa Italia | Coppa Italia | Coppa Italia | Totale   | Totale | Totale      | Totale     |
| Giocatore       | Presenze | Reti    | Ammonizioni | Espulsioni | Presenze     | Reti         | Ammonizioni  | Espulsioni   | Presenze | Reti   | Ammonizioni | Espulsioni |
| --------------- | -------- | ------- | ----------- | ---------- | ------------ | ------------ | ------------ | ------------ | -------- | ------ | ----------- | ---------- |
| C. Ambrosi      | 29       | 9       | 3           | 0          | 2            | 0            | 0            | 0            | 31       | 9      | 3           | 0          |
| V. Aversa       | 1        | 0       | 0           | 0          | 0            | 0            | 0            | 0            | 1        | 0      | 0           | 0          |
| V. Beil         | 21       | 3       | 1           | 0          | 2            | 0            | 0            | 0            | 23       | 3      | 1           | 0          |
| V. Benedetti    | 29       | 4       | 1           | 0          | 2            | 0            | 0            | 0            | 31       | 4      | 1           | 0          |
| M. Brscic       | 3        | 0       | 1           | 0          | 0            | 0            | 0            | 0            | 3        | 0      | 1           | 0          |
| A. Capelletti   | 19       | -13     | 0           | 0          | 0            | 0            | 0            | 0            | 19       | -13    | 0           | 0          |
| G. Ciccioli     | 5        | -7      | 0           | 0          | 1            | -2           | 0            | 0            | 6        | -9     | 0           | 0          |
| C. Cini         | 1        | 0       | 0           | 0          | 0            | 0            | 0            | 0            | 1        | 0      | 0           | 0          |
| A. Corazzi      | 11       | 0       | 0           | 0          | 0            | 0            | 0            | 0            | 11       | 0      | 0           | 0          |
| G. Di Luzio     | 17       | 4       | 0           | 0          | 0            | 0            | 0            | 0            | 17       | 4      | 0           | 0          |
| G. Distefano    | 26       | 9       | 1           | 0          | 1            | 1            | 0            | 0            | 27       | 10     | 1           | 0          |
| C. Ferin        | 21       | 4       | 1           | 0          | 2            | 0            | 0            | 0            | 23       | 4      | 1           | 0          |
| C. Fracaros     | 12       | 3       | 0           | 0          | 2            | 0            | 0            | 0            | 14       | 3      | 0           | 0          |
| E. Frigotto     | 5        | -5      | 0           | 0          | 1            | -1           | 0            | 0            | 6        | -6     | 0           | 0          |
| M. Fuganti      | 1        | 0       | 0           | 0          | 0            | 0            | 0            | 0            | 1        | 0      | 0           | 0          |
| K. Gago         | 28       | 14      | 2           | 1          | 2            | 1            | 0            | 0            | 30       | 15     | 2           | 1          |
| M. Gueguen      | 3        | 0       | 0           | 0          | 0            | 0            | 0            | 0            | 3        | 0      | 0           | 0          |
| S. Kongoulī     | 22       | 7       | 0           | 0          | 2            | 0            | 0            | 0            | 24       | 7      | 0           | 0          |
| A. Marchetti    | 2        | 1       | 0           | 0          | 0            | 0            | 0            | 0            | 2        | 1      | 0           | 0          |
| C. Masu         | 13       | 1       | 1           | 0          | 0            | 0            | 0            | 0            | 13       | 1      | 1           | 0          |
| G. Miotto       | 5        | 0       | 0           | 0          | 1            | 0            | 1            | 0            | 6        | 0      | 1           | 0          |
| E. Nichele      | 24       | 2       | 3           | 0          | 1            | 0            | 1            | 0            | 25       | 2      | 4           | 0          |
| M. Nozzi        | 13       | 0       | 0           | 0          | 1            | 0            | 0            | 0            | 14       | 0      | 0           | 0          |
| A. Pantano      | 4        | 0       | 0           | 0          | 0            | 0            | 0            | 0            | 4        | 0      | 0           | 0          |
| L. Perin        | 18       | 0       | 1           | 0          | 2            | 0            | 0            | 0            | 20       | 0      | 1           | 0          |
| L. Peruzzo      | 17       | 0       | 1           | 0          | 1            | 0            | 0            | 0            | 18       | 0      | 1           | 0          |
| S. Ploner       | 13       | 1       | 1           | 0          | 0            | 0            | 0            | 0            | 13       | 1      | 1           | 0          |
| F. Rizza        | 24       | 0       | 2           | 0          | 2            | 0            | 0            | 0            | 26       | 0      | 2           | 0          |
| M. Sicuri       | 2        | 0       | 0           | 0          | 0            | 0            | 0            | 0            | 2        | 0      | 0           | 0          |
| L. Silvioni     | 21       | 2       | 1           | 0          | 1            | 0            | 0            | 0            | 22       | 2      | 1           | 0          |
| A. Spyridonidou | 9        | 3       | 0           | 0          | 2            | 2            | 0            | 0            | 11       | 5      | 0           | 0          |
| A. J. Williams  | 28       | 0       | 2           | 0          | 2            | 0            | 0            | 0            | 30       | 0      | 2           | 0          |